# Romance en México
El romance es un tipo de composición épico-lírica que proviene de la tradición española de la Edad Media y que llegó a América a través de los colonizadores. Son concebidos como poemas orales, lo cual le da facilidad para adaptarse a distintos contextos, pues las personas al recitarlo desde su memoria suelen modificarlo o mezclarlo. Aurelio González Ovies habla de transmisores activos y pasivos, los primeros son aquellos que meten su individualidad en el texto, generando así cambios y variantes en el poema, mientras que los pasivos son aquellos que transmiten el texto sin modificarlo.
Gracias a los transmisores activos, el romance en México tuvo muchísima popularidad, llegando así a cantarse en géneros musicales que se conocen hoy en toda América, como el corrido mexicano. Esta transculturación se hizo apropiándose de los motivos, y adaptándolos al contexto en el que se vivía. Es así como un romance español, por ejemplo el de "La esposa infiel" o "Blanca niña", se transforma en un romance mexicano que posteriormente se convertiría en un corrido mexicano, llamado en este caso "La Martina".

## Historia
El primer registro que se tiene del romance en México data de las crónicas del descubrimiento de América. Se remonta así al diálogo entre Alonso Hernández Portocarrero y Hernán Cortés, en 1519, en las cosas de México, en lo que hoy es Veracruz. Dicho diálogo se realiza en verso romance, lo cual significa mucho, pues enseña que en el siglo XVI el romance estaba realmente arraigado a la forma de expresarse, y por ende a la cultura, haciendo que muchas actividades no extraordinarias fuesen acompañadas de romanceros. Este primer romance dice así:
-Cata Francia, Montesinos,
cata París, la ciudad,
cata las aguas de Duero,
do van a dar en la mar.
-denos Dios ventura en armas
como al paladín Roldán.
El romance se enriquece con términos y motivos nuevos, incluso la forma se ve modificada y adaptada. Esta actualización de los romances hace parte de la identidad del género, pues desde sus comienzos ya había sucedido una apropiación similar en las diferentes regiones de España, lo que provoca que de un mismo romance se tengan varias versiones ibéricas y distintas versiones latinoamericanas. A lo largo de todo el siglo XVI llegaron los colonizadores al Virreinato de Nueva España, lo que hoy conocemos como México; con ellos trajeron a sus familias, a sus pertenencias y a sus saberes. Llegaron así a contar sus romances de forma oral, al mismo tiempo que circulaban algunos pliegos sueltos. Lo anterior ayudó a una rápida e importante propagación y apropiación del género en la cultura americana, pues no sucedió únicamente en México.
Pronto se empezaron a imprimir y comercializar pliegos sueltos propios de la región mexicana. Esto dio paso a la creación de casas editoriales como la de Eduardo Guerrero y Vanegas Arroyo, quienes además de realizar antologías de poemas que circulaban de forma oral, decidieron completar y clasificar estas composiciones, actividad similar a la que realizó Martín Nucio con su Cancionero de Romances.
Una vez llegada la independencia de México en 1808, el romance se transforma en un nuevo género más vital denominado corrido, el cual desplaza al romance que poco a poco había dejado de circular con la misma fuerza que antes. Esta nueva forma musical utilizó la métrica y los motivos del romance en sus inicios, a medida que se fusionaba con el ritmo, la musicalidad y los temas que se trataban en la región mexicana. De esta época se conservan pliegos sueltos acompañados de imágenes y colores, pero ya no de romances, sino de corridos.
Varios siglos después, en 1921, Pedro Henríquez Ureña realizó una recopilación de 16 romances en distintas versiones mexicanas. Esto lo hizo preguntándole a distintas personas de todas las regiones de México la versión que conocían de las historias populares mexicanas. Muchos se mezclan entre sí y crean versiones nuevas de un romance anterior.
Desde entonces se prestó en la academia mucha más atención al romance propiamente mexicano, proliferando los estudios sobre el género, la forma y la transformación y relación entre el romance y el corrido mexicano. Muestra de ello es la antología de romances más completa hecha en México, realizada por Aurelio González Ovies y Mercedes Díaz Roig en 1986 y editado por la Facultad de filosofía y letras de la Universidad Nacional Autónoma de México, llamada Romancero tradicional de México
El romance mexicano se puede seguir hasta nuestros días a través de las formas del corrido ampliamente conocidas en América Latina, aunque el romance español se transformó de forma distinta en cada país.

## Clasificación del romance en México
Según Aurelio González Ovies los principales motivos que se encuentran en el corpus de romances mexicanos, y gracias a los cuales se puede clasificar, son:
1. Novelescos: aquellos que tratan de temas ficcionales, que atienden básicamente a la estructura familiar.
- Adulterio, como los romances de La adúltera, Bernal Francés y La malcasada.
- Relaciones prematrimoniales, como el romance de La dama y el pastor.
- Prueba de fidelidad, como el romance de La señas del esposo.
- Incesto, como el romance de La Delgadina.
- Amores desdichados, como los romances de La aparición de la amada difunta y Alfonso XII.

2. Referentes históricos: aquellos que se inspiran en sucesos ocurridos en la vida real. En este apartado encontramos romances como La muerte de Prim
3. Religiosos: aquellos romances que tratan sobre devotos, santos o la vida de Cristo, tales como La búsqueda de la virgen, El Marinero, Santa Catalina y La virgen y el ciego.
4. Infantiles: todos aquellos romances que perviven incluso hoy en día como rondas o cantos infantiles, tales como Don Gato, Las hijas de Merino, Hilitos de oro, Mambrú, Monja a la fuerza y Las tres cautivas.

## Romance y corrido mexicano
Se tienen varios ejemplos concretos que han llevado a los investigadores a concluir que el romance es el antecesor literario del corrido mexicano. Ambas composiciones son expresiones particulares de la balada europea, se componen con versos octosílabos en su gran mayoría y con una rima asonante en los versos pares. Como se puede ver en la clasificación, los temas de carácter novelesco e histórico que se hallan en los romances mexicanos y de los cuales se sirven en mayor medida los corridos mexicanos, son una herencia del romance español, cuya clasificación temática hecha por Menéndez Pidal resulta similar.
Así mismo se puede hallar una estrecha relación entre el corrido y la construcción de una identidad nacional, cosa para la cual también se utilizó el romance español en sus orígenes, pues por su carácter popular resulta un importante forjador de opinión y una herramienta crucial para construir en el imaginario colectivo los ideales a los que una comunidad naciente como México o España en su momento deben aspirar.
Otro punto a resaltar es la cualidad épico-lírica del romance y el corrido, los cuales llegaron a narrar, cada uno en su contexto, las hazañas e historias de grandes héroes y sus batallas. En el caso del romance estas composiciones se hicieron en relación con los sucesos relatados en los cantares de gesta, en el caso del corrido se trata de sucesos de la revolución mexicana principalmente.
De igual manera tanto el corrido como el romance español tuvieron una función periodística en sus inicios, a través de las impresiones de estos en pliegos sueltos. Al ser ampliamente difundidos y escuchados por una gran parte de la población, los corridos y los romances sirvieron para informar hechos que concernían a todas las personas, como sucesos políticos, guerras o desastres naturales.
Vale la pena aclarar que estas dos formas poéticas tienen bastantes diferencias la una de la otra, tal como dice Samuel Armistead entre el corrido y el romance existen diferencias narrativas importantes.
El corrido, en contraste con el romance, no suele relatar una historia. Más bien alude a una serie de detalles que a lo más puede sugerir el trasfondo de un relato, que se puede intuir. Otro aspecto de la poética del corrido -otra vez a diferencia del romance- es que el corrido tiene menos interés en la acción, que en los comentarios verbales, en los que el protagonista tiene que decir acerca de la acción.

### Ejemplo: La Delgadina
Para ejemplificar cómo se hizo la transformación se enseñará uno de los romances más populares, el de La Delgadina. Sin embargo si se desea acceder a un estudio completo de una gran variedad de romances y corridos se debe consultar el libro El romance español y El corrido mexicano del investigador Vicente T. Mendoza. En este estudio comparativo se realiza un recorrido detallado de la letra y la musicalidad de distintos tipos de romance, desde sus versiones españolas hasta los distintos tipos de composiciones americanas, llegando hasta la partitura del corrido mexicano y sus variaciones en la letra.
- Una versión del romance español La Delgadina que se ofrece es la siguiente:

| Un rey tenía tres hijas, todas tres como la plata; la más pequeña de todas, Delgadina se llamaba. Un día estando comiendo, su padre les preguntaba: -Ascensión, ¿cuánto me quieres? -Yo más que a mi corazón. -¿y tú, Concepción? -Yo más que a mi vida. -¿y tú, Delgadina? -¡Yo más que la sal al agua! -¡Altos, altos son mis pajes! ¡A Delgadina encerrarla en un cuarto muy oscuro, que no vea luz ni clara! A los tres meses le han abierto una ventana, y le han puesto una fuente para que bebiese agua. Y se asoma a una ventana donde estaba su abuela en silla de oro sentada: -¡Abuelita de mis ojos, abuelita de mi alma! ¡Lo que le pido y le ruego que me dé usted un jarro de agua! ¡Quítate de ahí, Delgadina, quítate de ahí, perra mala, que si tuviera una sierpe fuera que te la embocara! Se volvió la Delgadina triste y muy desconsolada, con lágrimas en los ojos regando toda la sala. Y repara otra ventana donde estaba su madre en silla de oro sentada: ¡Madrecita de mis ojos, madrecita de mi alma! ¡Lo que le pido y le ruego que me dé usted un jarro de agua! -¡Quítate de ahí, Delgadina, quítate de ahí, perra mala, que por ti llevo yo ya tres meses muy mal casada! Se volvió la Delgadina triste y muy desconsolada, con lágrimas en los ojos regando toda la sala. Y se asoma a otra ventana donde estaban sus hermanas en sillas de oro sentadas: -¡Hermanitas de mis ojos, hermanitas de mi alma! ¡Lo que os pido y os ruego que me deis un jarro de agua! -¡Delgadina, Delgadina, sabemos que eres hermana, si el padre rey lo supiera la cabeza nos cortara! | Se volvió la Delgadina triste y muy desconsolada, con lágrimas en sus ojos regando toda la sala. Y repara otra ventana donde estaban sus hermanos echando un juego a la barra: -¡Hermanitos de mis ojos, hermanitos de mi alma! ¡Lo que os pido y os ruego que me deis un jarro de agua! -¡Delgadina, Delgadina, sabemos que eres hermana, si el padre rey lo supiera la cabeza nos cortara! Se vuelve la Delgadina triste y muy desconsolada, con lágrimas en los ojos regando toda la sala. Ya la desechan de casa a servir a una posada, adonde iba su padre todos los jueves a comer una comilada. Y entonces ella le dijo a la posadera: -¡Déjeme usted guisar la comida hoy, por favor! Y se la dejó guisar. Y a la de su padre no la echó sal. Y entonces fueron a comer. Y a la de los otros compañeros, pues claro, le echó sal y se podía comer, y la de su padre no se podía comer. Y llamó a la posadera, y dice: -¿Qué ha echao usté a mi comida, que no la puedo comer? -Yo la he guisao igual. No; bueno, la ha guisao Josefina -se mudó el nombre-. Y entonces fue ella y le dice: -En una ocasión dijo usted: -Ascensión, ¿cuánto me quieres? -Yo más que a mi corazón. -Concepción, ¿cuánto me quieres? -Yo más que a mi vida. -Delgadina, ¿cuánto me quieres? -¡Yo más que la sal al agua! -¡Altos, altos son mis pajes; a Delgadina darle agua! ¡Unos en jarros de oro, otros en jarros de plata. ¡Montármela en mi caballo, que me la llevo a mi casa! |

- La siguiente versión corresponde al romance mexicano que se conoce con el nombre de La Delgadina

| Delgadina se paseaba por sus salas bien cuadradas, con su santo Cristo de oro que en el pecho le brillaba. —Levántate, Delgadina, ponte tus naguas de seda, pa que vayamos a misa a la ciudad de Morelia Cuando salieron de misa su papá le platicaba: —Delgadina, hija mía, tú me gustas para dama, porque no he tomado nada. —Júntense mis once criados, llévenle agua a Delgadina en esos vasos dorados y en los de cristal y china. Cuando le llevaron el agua Delgadina estaba muerta, con sus bracitos cruzados y su boquita entreabierta. Delgadina estaba muerta dándole cuenta al Criador, | —No, papá, no lo permita el cielo ni la Virgen soberana, que es ofensa para Dios y traición para mi mama. —Apréndanme a Delgadina, júntense mis once criados, pa que no se oigan las voces, remáchenle los candados. —Papacito de mi vida, tráigame un vaso de agua, que tengo la boca seca y su padre en el Juzgado dando su declaración. Delgadina estaba muerta dándole cuenta al Criador, y su padre en el infierno dándole al diablo mayor. La cama de Delgadina de ángeles está rodeada, y la cama de su padre de diablos está apretada. |

- El corrido, al igual que sus antecedentes literarios, consta de versiones distintas, tanto en la musicalidad como en la letra, acá se escoge una de ellas.

| Delgadina se paseaba de la sala a la cocina Con su vestido de seda, que a su cuerpo le ilumina Levántate Delgadina, ponte tus nahuas de seda Porque nos vamos a misa a la ciudad de Morelia Luego que salió de misa su papá le platicaba Delgadina hijita mía yo te quiero para dama No permita dios del cielo ni la reina soberana Esta ofensa para Dios y traicion para mi mama Júntense los once criados y enciérren a Delgadina Remachen bien los candados, que no se oiga voz ladina | Papacito de mi vida, tu castigo esto sufriendo Regálame un vaso de agua, que de sed me estoy muriendo Júntense los once criados, llévenle agua a Delgadina En vaso sobredorado, vaso de cristal de China Cuando le llevaron l'agua, Delgadina estaba muerta Tenía sus brazos cruzados, tenía su boquita abierta La cama de Delgadina de ángeles esta rodeada La cama del rey su padre de demonios apretada Ya con esta me despido, tengo una cita en la esquina Aquí se acaban cantando versos de la Delgadina. |

Como se puede ver en las tres versiones cambian algunos elementos y algunas imágenes cruciales para la comprensión de la composición poética. Además es posible entender cómo a través del lenguaje, cambiando algunas palabras por otras dentro del mismo campo semántico, se realiza una apropiación del romance español en lo que fue una de sus colonias, en este caso México. Y a su vez cómo se logró convertir esa apropiación en un elemento cultural canónico que trascendió a otras regiones de América Latina.